# Ellenösjön
Ellenösjön är en sjö i Färgelanda kommun i Dalsland och ingår i Örekilsälvens huvudavrinningsområde. Sjön är 7 meter djup, har en yta på 2,9 kvadratkilometer och befinner sig 66,2 meter över havet. Sjön avvattnas av vattendraget Munkedalsälven (Valboån). Vid provfiske har en stor mängd fiskarter fångats, bland annat abborre, björkna, braxen och gers.
Ellenösjön, som ingår i Valboåns vattensystem, är en av landets absolut fiskrikaste sjöar.
Sjöns gösfiske är vida känt i svenska sportfiskekretsar.
En trivsam lägerplats finns på Granön.

## Delavrinningsområde
Ellenösjön ingår i delavrinningsområde (649327-127533) som SMHI kallar för Utloppet av Ellenösjön. Medelhöjden är 90 meter över havet och ytan är 12,52 kvadratkilometer. Räknas de 25 avrinningsområdena uppströms in blir den ackumulerade arean 450,74 kvadratkilometer. Munkedalsälven (Valboån) som avvattnar avrinningsområdet har biflödesordning 2, vilket innebär att vattnet flödar genom totalt 2 vattendrag innan det når havet efter 22 kilometer. Avrinningsområdet består mestadels av skog (43 procent), öppen mark (17 procent) och jordbruk (17 procent). Avrinningsområdet har 2,84 kvadratkilometer vattenytor vilket ger det en sjöprocent på 22,7 procent.

## Fisk
Vid provfiske har följande fisk fångats i sjön:
| - Abborre - Björkna - Braxen - Gärs - Gädda - Gös | - Löja - Mört - Nors - Ruda - Sarv - Sutare |